# Ägir (Schiff)
Die  Ägir war das letzte Küstenpanzerschiff der Siegfried-Klasse. Die acht Schiffe dienten vor dem und im Ersten Weltkrieg in der Kaiserlichen Marine. Ebenso wie die Odin wurde die Ägir nach leicht geänderten Plänen gebaut und war etwas größer als die übrigen sechs Küstenpanzerschiffe der Klasse.

## Bau
Mit dem Bau des Panzerschiffs IV. Klasse „T“ wurde am 28. November 1892 auf der Kaiserlichen Werft in Kiel begonnen. Abweichend zu den anderen Schiffen der Siegfried-Klasse erhielt das Schiff zwei Schornsteine und zwei Bootsdavits sowie einen hohen vorderen Gefechtsmast, über den auch die Odin verfügte. Eine Neuerung stellte der elektrische Antrieb für die Hilfsmaschine der Ruderanlage dar, der erstmals in einem Schiff der Kaiserlichen Marine eingebaut wurde. Am 3. April 1895 stand der Neubau zum Stapellauf bereit. Zudem wurden erstmals Wasserrohrkessel (Bauart Thornycroft) statt der bisher üblichen Lokomotivkessel verbaut. Die Taufe des Schiffs auf den Namen des Meeresriesen Ägir aus der nordischen Mythologie übernahm Kaiser Wilhelm II. persönlich. Der Bau des Schiffes wurde im Herbst 1896 beendet.

## Einsatz

### Friedenszeit
Die Ägir wurde am 15. Oktober 1896 erstmals in Dienst gestellt. Bis zum April 1897 wurden die üblichen Probefahrten durchgeführt, das Schiff anschließend vorübergehend wieder außer Dienst gestellt. Ab dem 1. Juli 1897 gehörte die Ägir zur Reserve-Division der Ostsee, zunächst bis zum 29. September mit reduzierter Besatzung. Im November wurde eine erste Übungsfahrt nach Wilhelmshaven unternommen.
Im Jahr 1898 fanden mehrfach Schießübungen statt. Während der Herbstmanöver der Flotte diente die Ägir als Flaggschiff des vorübergehend gebildeten II. Geschwaders. Dieses bestand aus der 3. Division, gebildet durch die Ägir, Odin und Hagen, der 4. Division (Frithjof, Beowulf und Heimdall), der II. Aufklärungsgruppe (Blitz, Pfeil und D 3) sowie der II. Torpedoboots-Flottille. Chef des Geschwaders und der 3. Division wurde Konteradmiral Paul Hoffmann. Im Dezember unternahm die Ägir gemeinsam mit der Odin eine Übungsfahrt nach Kopenhagen.
Von Ende April bis zum 31. Mai 1899 gehörte die inzwischen als Küstenpanzerschiff klassifizierte Ägir zum I. Geschwader, da die Oldenburg vorübergehend ausgefallen war. So nahm das Schiff auch an der Geschwaderreise nach England und Portugal sowie an der Flottenschau zum 80. Geburtstag von Königin Viktoria teil. Im Juni leistete die Ägir der im Kattegat aufgelaufenen Kaiserin Maria Theresia sowie der im Großen Belt auf Grund geratenen Hansa Hilfe. Während der Herbstmanöver fuhr die Ägir im II. Geschwader als Flaggschiff der 4. Division. Geschwaderchef war Konteradmiral Conrad von Bodenhausen. Während der Manöver wurde das Panzerschiff am 28. August vom britischen Dampfer Aberfoyle nahe Darßer Ort gerammt. Die Reparatur des entstandenen, bis unter die Wasserlinie reichenden Lecks führte die Kaiserliche Werft Kiel durch. Nach kurzer Werftliegezeit konnte die Ägir wieder an den Manövern teilnehmen.
Auch im Jahr 1900 wurde die Ägir, regulär weiterhin der Reserve-Division der Ostsee zugehörig, zu den Herbstmanövern herangezogen. Unterbrochen wurden diese durch die gemeinsam mit der Odin durchgeführte Hilfeleistung für den am 2. September im Stettiner Haff aufgelaufenen HAPAG-Dampfer Deutschland. Nach dem Abschluss der Herbstmanöver wurde die Ägir in Danzig außer Dienst gestellt.
Am 31. Juli 1901 wurde die Ägir wieder in Dienst gestellt und als Flaggschiff der neu gebildeten aktiven Reserve-Division eingesetzt. Befehlshaber des Verbandes wurde Konteradmiral Hugo von Schuckmann. Am 6. August wurden fünf Heizer schwer verletzt, als während der Verbandsübungen eine Verpuffung an einem der Backbordkessel auftrat. Aus der Reserve-Division wurde in Wilhelmshaven das II. Geschwader unter Vizeadmiral Volkmar von Arnim gebildet. Flaggschiff des Geschwaders wurde die Baden. An den Herbstmanövern konnte die Ägir wegen eines aufgetretenen Maschinenschadens erst verspätet teilnehmen. Nach deren Abschluss wurde das Panzerschiff Mitte September der Reserve-Division der Ostsee zugeteilt. Im Oktober fand eine Übungsfahrt entlang der Küste Ostpreußens statt.
Im April 1902 führte die Ägir gemeinsam mit der Hagen in der Kieler Bucht Torpedoschießübungen durch. Im Mai wurden mehrere Übungsfahrten in der Ostsee unternommen, im Juni folgte eine Fahrt bis nach Larvik. Am 30. Juni wurde das Schiff in Danzig außer Dienst gestellt. Die dortige Kaiserliche Werft unterzog die Ägir ab Februar 1903 einem Umbau, der an allen Schiffen der Klasse durchgeführt wurde. Das Schiff wurde um eine 8,4 m lange Mittelsektion verlängert, wodurch hauptsächlich das Kohlefassungsvermögen und damit die Reichweite gesteigert werden sollte.
Ende September 1904 beendete die Kaiserliche Werft Danzig die Umbauarbeiten. Die Ägir wurde am 10. Oktober wieder in Dienst gestellt und dem in Kiel gebildeten Reservegeschwader zugeteilt. Dieses Geschwader bestand aus den acht Küstenpanzerschiffen der Siegfried-Klasse. Das zweite aktive Schiff des Geschwaders war zu diesem Zeitpunkt die Frithjof. Beide Schiffe wurden auch von der Inspektion der Schiffsartillerie für Schieß- und Torpedoübungen eingesetzt. Nach dem Abschluss der Probefahrten im März 1905 führte die Ägir zunächst eine Übungsfahrt in die mittlere Ostsee durch. In Danzig wurde die Besatzung am 4. April zur Hilfeleistung bei einem Brand auf der Werft J. W. Klawitter herangezogen. Weitere Übungsfahrten fanden im Frühjahr im Verband der Schul- und Versuchsschiffe statt. Anfang Juli wurden an Bord der Ägir verschiedene Geräte zur wissenschaftlichen Untersuchung von Wetter und Luftströmungen erprobt. Es folgten Übungsfahrten nach Schweden und Norwegen, während der das Küstenpanzerschiff vom 20. bis 24. Juli gemeinsam mit der Aktiven Schlachtflotte vor Kopenhagen lag. Auch an den Herbstmanövern war das Küstenpanzerschiff erneut beteiligt.
Im Jahr 1906 fanden erneut Übungsfahrten im Verband der Schul- und Versuchsschiffe statt. Auch zu Manövern der Flotte wurde die Ägir herangezogen. Im Juli wurden, ebenso wie im Vorjahr, Wetterbeobachtungen durchgeführt. Mitte Dezember geriet der Tankdampfer Geestemünde der Dapolin in der Weichselmündung auf eine Untiefe und wurde durch die Ägir abgeschleppt. Die Mineralölgesellschaft spendete daraufhin 2.000 Mark an die Marinestiftung Frauengabe in Elberfeld.
Die Ägir wurde in den Folgejahren weiterhin zu verschiedenen Manövern und Übungsfahrten herangezogen. Während der Herbstmanöver gehörte das Schiff zu dem jeweils gebildeten III. Geschwader. Am 15. September 1909 wurde das Küstenpanzerschiff in Danzig außer Dienst gestellt und in die Reserve überführt. Bis zum Ausbruch des Ersten Weltkrieges erfolgte kein weiterer Einsatz.

### Erster Weltkrieg
Nach Kriegsausbruch 1914 wurde die Ägir reaktiviert und am 12. August wieder in Dienst gestellt. Die acht Schiffe der Siegfried-Klasse bildeten das VI. Geschwader, dessen Kommando bis zum 31. August Konteradmiral Richard Eckermann innehatte. Anschließend wurde er von Herwarth Schmidt von Schwind abgelöst, der das Geschwader bis zu dessen Auflösung befehligte. Lediglich vom 30. Januar bis zum 17. März 1915 vertrat Kapitän zur See Georg von Ammon den erkrankten Geschwaderchef. Kurz nach ihrer Indienststellung war die Ägir das Flaggschiff des Zweiten Admirals des Geschwaders, Konteradmiral Ehler Behring, bis dieser als „Detachierter Admiral“ in die östliche Ostsee abkommandiert wurde. Die Stelle des Zweiten Admirals wurde nicht erneut besetzt.
Die ersten Wochen nach der Reaktivierung verbrachte die Ägir mit Einzel- und Verbandsübungen in der Ostsee. Am 14. September 1914 wurde das Geschwader in die Nordsee verlegt, wo es den Vorposten- und Sicherungsdienst in der Deutschen Bucht aufnahm. Die Ägir versah diesen Dienst zumeist auf der Jade- und der Wesermündung. Ab dem 13. Dezember übernahm das Schiff die Funktion des Geschwaderflaggschiffs, nachdem das bisherige Flaggschiff Hildebrand beim Abschleppen des Flugzeugmutterschiffs Answald festgekommen war und zur Reparatur die Werft aufsuchen musste. Vom 16. Januar bis zum 25. Februar 1915 gehörten die Linienschiffe Wörth und Brandenburg vorübergehend als Verstärkung zum Verband. Ein Einbrechen britischer Streitkräfte in die Deutsche Bucht und eine enge Blockade der deutschen Nordseehäfen erschien im Laufe des Jahres 1915 immer unwahrscheinlicher. Das VI. Geschwader wurde daher am 31. August 1915 aufgelöst. Die Ägir gehörte ab dem 1. September zur Hafenflottille der Jade und Weser in Wilhelmshaven. Da sein militärischer Wert nur noch sehr gering war, der Personalmangel in der Kaiserlichen Marine dagegen umso größer, wurde das Schiff am 14. Januar 1916 außer Dienst gestellt.

## Weitere Verwendung und Verbleib
Die Ägir wurde nach ihrer Außerdienststellung vollständig desarmiert und diente bis Kriegsende als Wohnhulk für Werftarbeiter. Am 17. Juni 1919 wurde das Schiff aus der Liste der Kriegsschiffe gestrichen. Der Rumpf wurde von Arnold Bernstein angekauft und 1922 zu einem Frachtschiff für den Transport von Lokomotiven und Holz umgebaut. In den folgenden Jahren transportierte das Schiff Lokomotiven, Eisenbahnwagen und Personenkraftwagen, vor allem in die Sowjetunion und nach Skandinavien. 1924 baute man die Aegir und ihr Schwesterschiff Odin ein weiteres Mal zum Autotransporter um und brachte Neuwagen des Typs Ford Modell T von Kopenhagen nach Malmö, Oslo und Helsinki. Auf einer dieser Fahrten strandete die Ägir am 8. Dezember 1929 vor Gotland (Schweden) und wurde aufgegeben.
Entsprechend der im zweiten Flottengesetz von 1900 festgeschriebenen Lebensdauer von 20 Jahren für Linienschiffe, zu denen in diesem Zusammenhang auch die Küstenpanzerschiffe zählten, war bereits 1912 das Großlinienschiff König Albert als Ersatz für die Ägir vom Stapel gelaufen.

## Kommandanten
| Dienstgrad                        | Name               | Datum                                          |
| --------------------------------- | ------------------ | ---------------------------------------------- |
| Korvettenkapitän                  | Johannes Wallmann  | 15. Oktober 1896 bis 24. April 1897            |
| Kapitänleutnant                   | Benno Paech        | Juli bis September 1897 (reduzierte Besatzung) |
| Korvettenkapitän                  | Max Rollmann       | 29. September 1897 bis 30. April 1898          |
| Korvettenkapitän                  | Eduard Gercke      | Mai 1898                                       |
| Korvettenkapitän                  | Max Rollmann       | 31. Mai bis 11. August 1898                    |
| Korvettenkapitän/Fregattenkapitän | Hugo Pohl          | Oktober 1898 bis Juli 1899                     |
| Korvettenkapitän/Fregattenkapitän | Max Bachem         | Juli 1899 bis September 1900                   |
| Korvettenkapitän                  | Gerhard Gerdes     | Juli bis September 1901                        |
| Korvettenkapitän                  | Job von Witzleben  | September 1901 bis Mai 1902                    |
| Korvettenkapitän                  | Hartwig von Dassel | Mai/Juni 1902                                  |
| Korvettenkapitän                  | Job von Witzleben  | Juni 1902                                      |
| Fregattenkapitän/Kapitän zur See  | Konrad Henkel      | Oktober 1904 bis September 1905                |
| Korvettenkapitän/Fregattenkapitän | Hugo Louran        | September 1905 bis September 1906              |
| Korvettenkapitän                  | Maximilian Rogge   | September 1906 bis Februar 1907                |
| Kapitän zur See                   | Ludwig Glatzel     | Februar bis März 1907                          |
| Korvettenkapitän                  | Maximilian Rogge   | März bis September 1907                        |
| Korvettenkapitän/Fregattenkapitän | Walter Engelhardt  | September 1907 bis März 1909                   |
| Fregattenkapitän                  | Friedrich Kloebe   | März bis September 1909                        |
| Fregattenkapitän                  | Ernst Schulze      | August 1914 bis Mai 1915                       |
| Kapitänleutnant                   | Paul Möller        | Juni bis Juli 1915 (in Vertretung)             |
| Fregattenkapitän                  | Felix Mersmann     | Juli bis Oktober 1915                          |
| Kapitänleutnant                   | Paul Möller        | Oktober 1915 (in Vertretung)                   |
| Fregattenkapitän                  | Felix Mersmann     | Oktober 1915 bis Januar 1916                   |